# Elmer Bernstein
Elmer Bernstein (4. april 1922 i New York, New York i USA – 18. august 2004 i Ojai, Californien i USA) var en amerikansk komponist og dirigent mest kendt for sit omfattende katalog af filmmusik. I en karriere der spændte over 50 år komponerede han musik til film og tv-produktioner. Hans mest velkendte værker omfatter filmmusik til The Magnificent Seven, The Ten Commandments, Den store flugt, To Kill a Mockingbird, and Ghostbusters.
Bernstein vandt en Oscar for musikken til spillefilmen Thoroughly Modern Millie fra 1967), og var nomineret til fjorten Oscars i alt. Han vandt også to Golden Glober og var nomineret til to Grammy Awards.